# Étienne Le Roux
Ne doit pas être confondu avec Etienne Leroux, écrivain sud-africain, ni Frédéric-Étienne Leroux dit Étienne Leroux, sculpteur français du XIXe
Pour les articles homonymes, voir Le Roux.
Étienne Le Roux (né le 14 décembre 1966 à Madagascar) est un dessinateur français de bande dessinée.

## Biographie
Étienne Le Roux quitte le système scolaire dès la seconde, et entre aux Beaux Arts où il ne reste que deux ans. Il dirige depuis un atelier de dessin à Tours, qu'il a monté en compagnie d'autres dessinateurs[réf. souhaitée].
Sur un scénario de Luc Brunschwig, Le Roux et Freddy Martin dessinent Après la guerre : trois volumes sont publiés en 2006-2007, mais la série est ensuite abandonnée. La collaboration avec Brunschwig reprend pour La mémoire dans les poches, en trois volumes (2006-2017), qui reçoit un accueil critique favorable sur BD Gest. Pour Brunschwig, cette narration a réveillé des souvenirs pénibles, ce qui explique l'espacement des albums.
Le Roux a remplacé Mathieu Lauffray pour le deuxième tome du Serment de l'Ambre chez Delcourt. Son œuvre Aménophis IV est réalisée à partir d'un scénario de Dieter et de recherches graphiques de Manchu.

## Œuvres
- Golden Tiger, Vent d'Ouest, scenario de Thomas Mosdi, 1996

1. La malédiction de Kali

- L'éducation des assassins, Delcourt

1. Les Délices De L'Orcan, 2008
2. Les Tourments De L'Aristotélice, 2010
3. Vie Et Mort Des Askanides, à paraître

- Amenophis IV, Delcourt

1. Demy, 2000[5],[6]
2. Mink, 2001
3. Europe, 2003

- Après la guerre[1],[2], 3 volumes, Futuropolis, 2006-2007
- La Mémoire dans les poches, scénario de Luc Brunschwig, Futuropolis

1. Première partie, 2006
2. Deuxième partie, 2009. Mise en couleur : Jérôme Brizard
3. Troisième partie, 2017

- Le Serment de l'ambre, Delcourt[7]

2. Portendick, 1997 avec Mathieu Lauffray et Freddy Martin, sur un scénario de Contremarche
3. Les barbares de Deïre, 2002, sur un scénario de Contremarche
4. Le désert d'Akaba, 2001, avec Guillaume Sorel, sur un scénario de Dieter
5. Tichit, 2004, sur un scénario de Dieter et Contremarche
- Le dernier voyage d’Alexandre de Humboldt, dessin de Vincent Froissard, Futuropolis

1. Tome 1, 2010
2. Tome 2, 2014

- 14-18, avec Éric Corbeyran, Jérôme Brizard et Loïc Chevallier, Delcourt coll Histoire & Histoires

1. Tome 1 - Le Petit Soldat (août 1914), Delcourt, 2014. Scénario : Éric Corbeyran - Dessin : Étienne Le Roux avec Loïc Chevallier (décors) - Couleurs : Jérôme Brizard
2. Tome 2 - Les Chemins de l'enfer (septembre 1914), Delcourt, 2014. Scénario : Éric Corbeyran - Dessin : Étienne Le Roux avec Jérôme Brizard (décors) - Couleurs : Jérôme Brizard
3. Tome 3 - Le Champ d'honneur (janvier 1915), Delcourt, 2015. Scénario : Éric Corbeyran - Dessin : Étienne Le Roux avec Loïc Chevallier (décors) - Couleurs : Jérôme Brizard
4. Tome 4 - La Tranchée perdue (avril 1915), Delcourt, 2015. Scénario : Éric Corbeyran - Dessin : Étienne Le Roux avec Jérôme Brizard (décors) - Couleurs : Jérôme Brizard
5. Tome 5 - Le Colosse d'ébène (février 1916), Delcourt, 2016. Scénario : Éric Corbeyran - Dessin : Étienne Le Roux avec Loïc Chevallier (décors) - Couleurs : Jérôme Brizard
6. Tome 6 - La Photo (août 1916), Delcourt, 2016. Scénario : Éric Corbeyran - Dessin : Étienne Le Roux avec Jérôme Brizard (décors) - Couleurs : Jérôme Brizard
7. Tome 7 - Le Diable rouge (avril 1917), Decourt, 2017. Scénario : Éric Corbeyran - Dessin : Étienne Le Roux avec Loïc Chevallier (décors) - Couleurs : Jérôme Brizard
8. Tome 8 - La Caverne du dragon (juin 1917), Delcourt, 2017. Scénario : Éric Corbeyran - Dessin : Étienne Le Roux avec Jérôme Brizard (décors) - Couleurs : Jérôme Brizard
9. Tome 9 - Sur la Terre comme au ciel (juillet 1918), Delcourt, 2017. Scénario : Éric Corbeyran - Dessin : Étienne Le Roux avec Loïc Chevallier (décors) - Couleurs : Jérôme Brizard
10. Tome 10 - La Lune en héritage (novembre 1918), Delcourt, 2017. Scénario : Éric Corbeyran - Dessin : Étienne Le Roux avec Jérôme Brizard (décors) - Couleurs : Jérôme Brizard

- Sept macchabées : sept morts-vivants à la conquête du Pôle, scénario Henri Meunier, dessin Étienne Le Roux, couleur Thierry Leprévost, Delcourt, 2017[8]
- Conan le Cimmérien : La Citadelle écarlate , scénario Luc Brunschwig, dessin Étienne Le Roux, couleur Hubert, Glénat, 2019
- Les frères Rubinstein[9], avec Luc Brunschwig (scénario) et Loïc Chevallier (dessin) et Elvire De Cock (couleurs), Delcourt, 2020  (ISBN 978-2-413-02392-0)